# 무관장

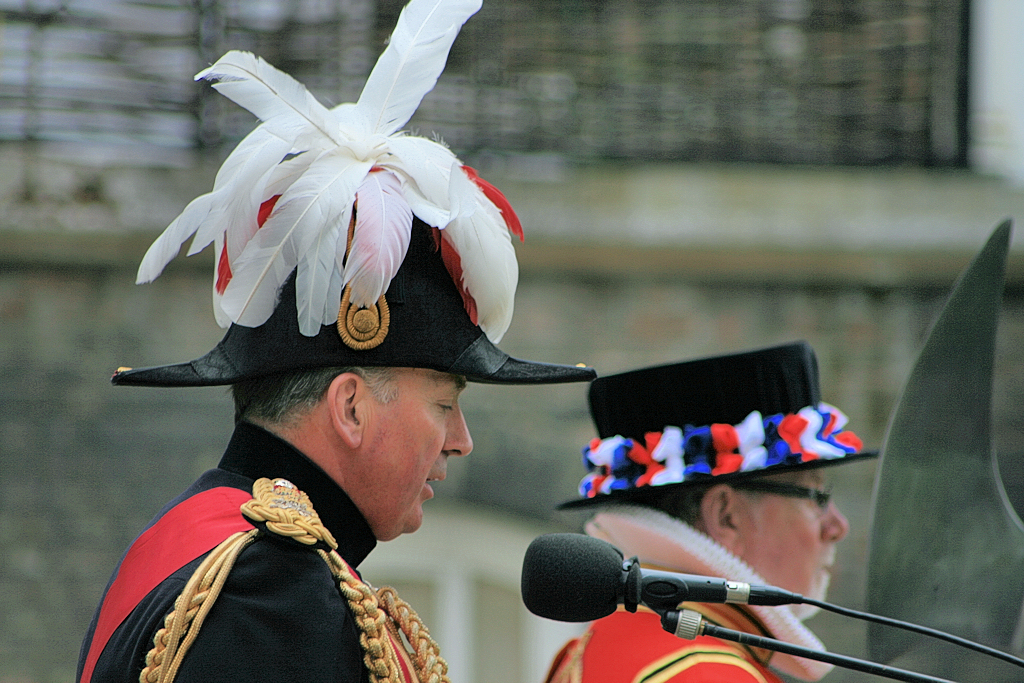
런던탑 무관장으로서 의전복을 착용한 육군대장 리처드 대닛 남작. 2010년 6월 사진.

무관장(武官長, 영어: constable 컨스터블[*])은 중세 유럽의 궁정내직 중 하나다.
로마 제국의 코메스 스타불리(라틴어: comes stabuli)에서 유래되었다. 코메스 스타불리는 마구간(stable) 책임자라는 뜻으로, 본래 군주 또는 영주의 말을 관리하는 직책이었다.
본래 마구간지기였던 이 직책은 기병 책임자의 성격을 가지고 고위 군 계급 내지 역직의 성격을 가지게 된다. 대표적으로 프랑스 대무관장은 앙시앵 레짐 시절 프랑스 왕국의 모든 군대를 통솔하는 총사령관 직함으로, 1627년 리슐리외 추기경이 폐지하기 전까지 군무에 있어 국왕 다음가는 2인자였다.
무관장과 동격이며 그 어원적 의미마저 같은 것이 원수백(Earl Marshal)이다. 무관장이 라틴어 어원이라면, 원수는 게르만 어원으로서 고대 고지독일어에서 "말"을 의미하는 marah 와 "종"을 의미하는 schalh 가 결합되어 만들어진 것으로, 무관장과 마찬가지로 원 뜻은 "마구간지기"다.
무관장을 의미하는 컨스터블(constable)이라는 말은 현대 유럽에서 경찰 계급으로 사용된다. 특히 영연방권에서 말단 순경을 컨스터블이라고 한다.

## 같이 보기
- 원수 (군사)
- 보안관
- 경찰